# SN 2001fp
SN 2001fp – supernowa odkryta 9 października 2001 roku w galaktyce A043804-0142. W momencie odkrycia miała maksymalną jasność 24,00m.